# Божидар Пурич
Божидар Пурич (серб. Божидар Пурић, 19 лютого 1891, Белград — 28 жовтня 1977, Чикаго, США) — сербський і югославський політик і дипломат. Між 1928 і 1934 році він був повіреним у справах у Посольстві Королівства Югославії в Сполучених Штатах також її послом у Франції з 1935 року під час Другої світової війни, Пурич був прем'єр-міністром югославського уряду у вигнанні від 10 серпня 1943 до 8 липня 1944 року, та одночасно міністром закордонних справ у цьому уряді.
Після війни був заочно засуджений новою югославською владою до 16 років позбавлення волі, через те не повернувся на батьківщину.
Помер 1977 року у вигнанні, в Чикаго, у Сполучених Штатах Америки.